# 雁門道 (汪兆銘政権)
雁門道（がんもん-どう）は汪兆銘政権により設置された山西省の道。

## 沿革
1940年（民国29年）11月22日に設置された。

## 行政区画
廃止直前下部の20県を管轄した。（50音順）
- 市
  - 太原市
- 県
  - 盂県
  - 崞県
  - 忻県
  - 五寨県
  - 五台県
  - 寿陽県
  - 徐溝県
  - 晋泉県:旧称は太原県。1943年2月改称。
  - 神池県
  - 清源県
  - 静楽県
  - 昔陽県
  - 代県
  - 定襄県
  - 平定県
  - 寧武県
  - 楡次県
  - 陽曲県
  - 嵐県